# ميرت غونوك
فهمي ميرت غونوك (بالتركية: Fehmi Mert Günok)‏ وهو لاعب كُرة قدم تُركي في مركز حراسة المرمى ولد في يوم 1 آذار 1989 في مدينة كارابوك في تركيا وهو يلعب حالياً مع نادي فنربخشة وسبق له اللعب مع كوكاليسبور ولعب مع منتخب تركيا لكرة القدم ويبلغ طوله 196 سم.

## روابط خارجية
- ميرت غونوك على موقع الاتحاد الدولي (مؤرشف)  (الإنجليزية)
- ميرت غونوك على موقع الاتحاد الأوربي (الإنجليزية)
- ميرت غونوك على موقع اتحاد تركيا (لاعب) (الإنجليزية)
- ميرت غونوك على موقع قاعدة بيانات كرة القدم.إي يو (الإنجليزية)
- ميرت غونوك على موقع ناشيونال فوتبول تيمز (الإنجليزية)
- ميرت غونوك على موقع Soccerway.com (الإنجليزية)
- ميرت غونوك على موقع عالم كرة القدم.نت (الإنجليزية)
- ميرت غونوك على موقع AS.com (الإسبانية)